# Taliesin (studio)
Taliesin ili Taliesin East (nazvana tako kako bi se razlikovala od kasnije kuće Taliesin West) je kuća koju je projektirao američki arhitekt Frank Lloyd Wright 1910. godine u selu Spring Green, Wisconsin (na posjedu obitelji njegove majke). Izgrađena 1911., Taliesin je izgrađena u duhu njegovog stila „prerijskih kuća” naglašavajući niskost doline i kamenjara okolne prirode.
Taliesin je jedna od osam Wrightovih građevina koje je 2019. UNESCO upisao na popis mjesta svjetske baštine u Americi pod nazivom Arhitektura 20. st. Franka Lloyda Wrighta.

## Povijest
Wright je konstruirao kuću Taliesin, što na velškom jeziku znači „sjajna lica”, dvije godine nakon što je ostavio svoju prvu ženu i dom u Oak Parku, Illinois, s ljubavnicom, Mamah Borthwick. Građevina, koja je uključivala poljoprivredno i studijsko krilo, dovršena je 1911. 
Wright je obnovio stambeno krilo Taliesin 1914. godine nakon što je nezadovoljni zaposlenik zapalio stanove i ubio Wrightovu ljubavnicu Borthwick i još šestoro. Tu drugu verziju Wright je koristio tek rijetko dok je radio na projektima u inozemstvu. Vratio se u kuću 1922. nakon završetka hotela Imperial u Tokiju. Požar uzrokovan električnim problemima uništio je stambene prostore u travnju 1925. godine. Treću verziju, koju je Wright nazvao Taliesin III., izgradio je Wright krajem 1925. godine.
Godine 1932. Wright je osnovao stipendiju za studente arhitekture na imanju Taliesin. Taliesin III. bio je Wrightov dom i ostatak života, iako je počeo zimovati na Taliesin Zapadu u Scottsdaleu (Arizona) po njegovom završetku 1937. godine. Mnoge od Wrightovih hvaljenih zgrada ovdje su dizajnirane, uključujući i Fallingwater, Jacobs House I., sjedište tvrtke Johnson Wax i Guggenheim muzej u New Yorku. Wright je također bio strastveni sakupljač azijske umjetnosti i koristio je Taliesin kao skladište i privatni muzej.
Od njegove smrti 1959. god. imanjem upravlja Frank Lloyd Wright Fundacija (koju je osnovao on i njegova treća supruga 1940.). Danas Taliesin uglavnom djeluje kao muzej, no još uvijek ga svake sezone zauzimaju studenti Arhitektonske škole u Taliesinu.
Kuća je zaštićena kao povijesni spomenik kulture 1976. god.

## Arhitektura
Taliesin je bila prva građevina u kojoj Wright primjenjuje razvedeni tlocrt s unutarnjim dvorištem. Kuća Taliesin imala je tri dijela: dva široka dijela na oba kraja i usku poveznu ložu. Jedan od tih širokih dijelova korišten je kao Wrightov studio i radna soba. Iz tog krila izvire krilo malog stana; stan je možda izvorno bio namijenjen Wrightovoj majci, ali ga je koristio Wrightov glavni crtač. Wright i Borthwick živjeli su u drugom širokom dijelu. Jednokatnom kompleksu pristupalo se cestom koja je vodila uzbrdo prema stražnjem dijelu zgrade.
Tipično za dizajn prerijske škole, kuća je, kako je opisao Wright, bila „niska, široka i udobna”. Kao i kod većine njegovih kuća, Wright je dizajnirao namještaj.

## Vanjske poveznice
|  | Zajednički poslužitelj ima još gradiva o temi Taliesin (studio) |

- The Frank Lloyd Wright Foundation, službene stranice (engl.)
- The School of Architecture at Taliesin  Arhivirana inačica izvorne stranice od 3. travnja 2019. (Wayback Machine) (engl.)
- Virtualni obilazak Taliesina (engl.)